# Monte Carlo-Alassio 1995
La Monte Carlo-Alassio 1995, già Nizza-Alassio, tredicesima edizione della corsa, si svolse il 15 febbraio 1995. La vittoria fu appannaggio dell'italiano Mario Cipollini, che precedette i connazionali Stefano Zanini e Fabrizio Bontempi.

## Ordine d'arrivo (Top 10)
| Pos. | Corridore          | Squadra                | Tempo |
| ---- | ------------------ | ---------------------- | ----- |
| 1    | Mario Cipollini    | Mercatone Uno-Saeco    | ?     |
| 2    | Stefano Zanini     | Gewiss-Ballan          | ?     |
| 3    | Fabrizio Bontempi  | Brescialat-Fago        | ?     |
| 4    | Luca Gelfi         | Brescialat-Fago        | ?     |
| 5    | Stefano Colagè     | ZG Mobili-Selle Italia | ?     |
| 6    | Maurizio Fondriest | Lampre-Panaria         | ?     |
| 7    | Marco Bellini      | Mapei-GB               | ?     |
| 8    | Peter Van Petegem  | TVM-Polis Direct       | ?     |
| 9    | Dmitrij Konyšev    | Aki-Gipiemme           | ?     |
| 10   | Gianluca Gorini    | Aki-Gipiemme           | ?     |